# Parodia taratensis
Parodia taratensis ist eine Pflanzenart aus der Gattung Parodia in der Familie der Kakteengewächse (Cactaceae). Das Artepitheton taratensis verweist auf das Vorkommen der Art nahe der bolivianischen Stadt Tarata.

## Beschreibung
Parodia taratensis wächst meist einzeln. Die hellgrünen kugelförmigen Triebe erreichen Wuchshöhen von bis zu 30 Zentimeter und Durchmesser von 8 Zentimeter. Der Triebscheitel ist etwas mit weißer Wolle bedeckt. Die etwa 13 bis 18 Rippen sind leicht spiralförmig angeordnet. Die vier (bis acht?) über Kreuz stehenden, nadeligen Mitteldornen sind weißlich und besitzen eine dunklere Spitze. Wenigstens der unterste von ihnen ist gehakt. Die Mitteldornen weisen Längen von 1,5 bis 2,2 Zentimeter auf. Die 17 bis 20 sehr dünnen, nadeligen, ausgebreiteten Randdornen sind weiß und 0,3 bis 1,5 Zentimeter lang.
Die goldgelben Blüten erreichen Längen von bis zu 3 Zentimeter und Durchmesser von 1,5 Zentimeter. Ihr Perikarpell und die Blütenröhre sind mit rosafarbenen Schuppen, weißer Wolle und langen braunen Borsten besetzt. Die Narben sind hellgelb. Die braunen kugelförmigen  Früchte weisen Durchmesser von etwa 0,5 Zentimeter auf. Die Früchte enthalten matte schwarze Samen von etwa 0,8 Millimeter Länge, die gehöckert sind.

## Verbreitung, Systematik und Gefährdung
Parodia taratensis ist in den  bolivianischen Departamentos Cochabamba und Potosí in Höhenlagen von 2100 bis 2400 Metern verbreitet.
Die Erstbeschreibung  durch Martín Cárdenas wurde 1964 veröffentlicht. Ein nomenklatorisches Synonym ist Bolivicactus taratensis (Cárdenas) Doweld (2000).
In der Roten Liste gefährdeter Arten der IUCN wird die Art als „Least Concern (LC)“, d. h. als nicht gefährdet geführt.

## Nachweise